# Polove, Djankoi
Polove (în ucraineană Польове) este un sat în comuna Maiske din raionul Djankoi, Republica Autonomă Crimeea, Ucraina.

## Demografie
Componența lingvistică a localității Polove
     Rusă (44,11%)
     Tătară crimeeană (30,65%)
     Ucraineană (24,11%)
     Alte limbi (0,93%)
Conform recensământului din 2001, nu exista o limbă vorbită de majoritatea populației, aceasta fiind compusă din vorbitori de rusă (44,11%), tătară crimeeană (30,65%) și ucraineană (24,11%).